# Душистые вещества
Душистые вещества — органические соединения, обладающие характерным приятным запахом (см. аромат).

## Основные сведения
Душистые вещества применяются в производстве различных парфюмерных и косметических изделий, мыла, пищевых и других продуктов для придания им определённого запаха.

### Природные ароматные вещества
Душистые вещества широко распространены в природе. Они находятся в эфирных маслах, душистых смолах и других сложных смесях органических веществ, выделяемых из природных продуктов как растительного, так и животного происхождения (цибет, кастореум, мускус).

### Синтетические душистые вещества
В настоящее время многие душистые вещества получают при помощи химического синтеза — их называют также «синтетические душистые вещества», (СДВ). Среди первых синтетических душистых веществ были синтезированы многие сложные эфиры, ванилин, индол, гераниол и др. Практическое применение нашли эфиры уксусной, валериановой, салициловой, антраниловой, коричной и других кислот. Некоторые из СДВ, после периода активного применения (20-50 лет) были запрещены, или их использование было сильно ограничено из-за негативного действия на здоровье человека. К числу наиболее известных веществ такого рода относятся т. н. мускус-кетон и мускус-амбретт.

## Список основных простых душистых веществ

### А
- Адоксаль (2,6,10-триметил-9-ундецен-1-аль) — резкий озоновый, «морской» запах, в слабых концентрациях напоминает ландыш.
- Акваналь
- Анисилацетат (C10H12O3) — бальзамический, фруктово-цветочный запах с оттенками малины
- Анисовый альдегид (C8H8O2) — запах похож на запах цветков боярышника
- Ацетоин (C4H8O2)
- Ацетоуксусный эфир (C6H10O3) —

### Б
- Бензальдегид (C7H6O) — запах горького миндаля
- Бензилацетат (C9H10O2) — запах, напоминающий запах жасмина